# Погадаево (Забайкальский край)
Погадаево — село в Приаргунском районе Забайкальского края, Россия. Административный центр сельского поселения «Погадаевское».

## История
В 1966 г. указом президиума ВС РСФСР поселок центральной усадьбы совхоза имени Погадаева переименован в Погадаево, память о герое гражданской войны Федоте Абакумовиче
Погадаеве.

## Население
| 1989 | 2002 | 2010 | 2021 |
| ---- | ---- | ---- | ---- |
| 854  | ↘677 | ↘573 | ↘495 |